# Oligota parca
Oligota parca är en skalbaggsart som beskrevs av Sharp 1908. Oligota parca ingår i släktet Oligota och familjen kortvingar. Inga underarter finns listade i Catalogue of Life.